# Campionati spagnoli di ski cross 2025
I Campionati spagnoli di ski cross 2025 si sono svolti a Baqueira Beret il 5 aprile. Il programma ha incluso sia la gara femminile che la gara maschile. 
Trattandosi di competizioni valide anche ai fini del punteggio FIS, vi hanno partecipato anche sciatori di altre federazioni, senza che questo consentisse loro di concorrere al titolo nazionale spagnolo.

## Risultati

### Uomini
| Pos. | Atleta                 | Nazione |
| ---- | ---------------------- | ------- |
| 1    | Adria Gonzalez Copado  | Spagna  |
| 2    | Hugo Leyun Azcoiti     | Spagna  |
| 3    | Mario Del Amo Munoz    | Spagna  |
| 4    | Jokin Beraza Salanueva | Spagna  |

### Donne
| Pos. | Atleta                     | Nazione |
| ---- | -------------------------- | ------- |
| 1    | Daniela Gonzalez Gutierrez | Spagna  |
| 2    | Lucia Duque Criado         | Spagna  |
| 3    | Victoria Sarabia Sanchez   | Spagna  |
| 4    | Candela Martin Avila       | Spagna  |